# Adriaan van Flodroff
Adriaan Gustaaf van Flodroff (o Flodorf o Flodorph; ... – 1690) è stato un militare olandese.
Entrato per la prima volta nell'esercito olandese nel 1671, nel 1683 era diventato maggiore generale di cavalleria. Nel 1689, dopo lo scoppio della Guerra dei nove anni, fu inviato con un distaccamento a convincere Liegi ad abbandonare la neutralità e ad aderire alla Grande Alleanza, missione che ebbe successo. Nello stesso anno partecipò all'assedio di Bonn. Fu ucciso nella battaglia di Fleurus nel 1690.